# ATP de Parma
O ATP de Parma – ou Emilia-Romagna Open, na última edição – foi um torneio de tênis profissional masculino, de nível ATP 250.
Realizado em Montechiarugolo, na província de Parma, no norte da Itália, estreou em 2021, com licença de apenas um ano. Os jogos eram disputados em quadras de saibro durante o mês de maio.

## Finais

### Simples
| Ano  | Campeão         | Vice-campeão     | Resultado |
| ---- | --------------- | ---------------- | --------- |
| 2021 | Sebastian Korda | Marco Cecchinato | 6–2, 6–4  |

### Duplas
| Ano  | Campeões                       | Vice-campeões                      | Resultado |
| ---- | ------------------------------ | ---------------------------------- | --------- |
| 2021 | Simone Bolelli Máximo González | Oliver Marach Aisam-ul-Haq Qureshi | 6–3, 6–3  |